# 亚历山大·耶夫蒂奇
亚历山大·耶夫蒂奇（Александар Јевтић，1985年3月30日—），是一名塞尔维亚职业足球运动员，曾效力于中超球队江苏舜天和辽宁宏运，最近效力于白俄羅斯足球超級聯賽球队鲍里索夫，2015赛季结束后离队。

## 职业生涯
耶夫蒂奇在2003年开始职业足球生涯，早期曾效力于米里杰沃、斯梅德雷沃、泽雷兹尼察、马兹瓦萨巴茨、博拉克卡卡克、哈塞特佩、OFK貝爾格萊德等球队。2008年他入选塞尔维亚国家队，并在和波兰的友谊赛中首次代表国家队亮相。
2009年夏季，耶夫蒂奇转会贝尔格莱德红星，第一个赛季联赛出场28次打进10球，而在第二个赛季（10/11赛季）状态不佳，22次出场仅有2球进帐。
2011年7月7日，中国足球超级联赛球队江苏舜天宣布以创俱乐部纪录的1400万人民币的身价签入耶夫蒂奇。7月10日，耶夫蒂奇在江苏舜天客场1比2不敌北京国安的联赛中替补出场，完成中超首秀，他在这场比赛中打进加盟球队后的第一个进球。在2011赛季中超联赛中，半程加盟的耶夫蒂奇和搭档罗马尼亚前锋达纳拉赫状态神勇，共同为江苏舜天中攻入24个进球，其中耶夫蒂奇打入11球，使球队创记录的获得联赛第4名的好成绩。
2014年1月，耶夫蒂奇自由转会到另一中超球队辽宁宏运並签为期两年的合同。2014赛季代表俱乐部出场24次，只攻入2球成绩平平，于2014中超赛季结束后离队。
2015年8月，在欧冠小组赛结束后，白俄羅斯足球超級聯賽球队鲍里索夫宣布签下耶夫蒂奇。由于维塔利·罗迪奥诺夫和尼克莱·斯格内维奇受到伤病困扰，在9月21日对阵若基诺鱼雷的比赛获得首发机会，并在第11分钟就攻下一球帮助球队战胜对手，但这也是本赛季7次出场的唯一入球。随着德米特里·莫佐烈夫斯基从伤病中恢复，耶夫蒂奇也渐渐失去了出场机会，并在赛季结束后离队。
2016年1月，耶夫蒂奇自由转会到中国足球甲级联赛球队大连超越，是该俱乐部史上首位外援。

## 球员荣誉
贝尔格莱德红星
- 塞尔维亚足球超级联赛 亚军： 2009/10年、2010/11年
- 塞尔维亚杯 冠军：2010年

江苏舜天
- 中国足球协会超级联赛 亚军：2012年
- 中国足球协会超级杯 冠军：2013

鲍里索夫
- 白俄羅斯足球超級聯賽 冠军：2015